# The Crab Society North
The Crab Society North is de enige demo van de Amerikaanse groep S.O.D.. De demo bestond uit grindcore/noise nummers en het langste nummer op de demo was 57 seconden lang. Muzikaal had het weinig tot niets met het debuutalbum van de groep, dat enkele dagen later werd opgenomen, te maken.
Het nummer "Diamonds & Rust" werd echter wél voor het debuut 'Speak English Or Die' opnieuw opgenomen en de nummers "Momo", "The Camel Boy" en "Vitality" werden eenmalig live gespeeld (én uitgebracht) in 1992 op de Live At The Budokan video en cd.
Zanger Billy Milano gebruikte later de titels "Jim Gordon", "Bubble Butt" en "Bushwackateas" voor nieuwe eigen nummers op het album 'USA For MOD' (1987) van zijn band M.O.D.
De demo-opnames worden door velen beschouwd als een veelgezocht/gewild item.

## Nummers
1. Jim Gordon
2. Your Kung Fu Stinks
3. ARRGH!
4. You N...
5. House of My Head
6. Momo
7. Bogumsbop
8. Steve Wright Rules
9. Hammer before Knife
10. You Bastard
11. I've Been in a Cave For...
12. Mano's
13. Lou Kamada's
14. The Leopard Killer
15. The Bat Lived
16. By the Way
17. Dan
18. Let Me Say One Thing
19. This Doesn't Leave the Room
20. Not To Talk About Anthrax But...
21. Shit's Suck
22. I'm Incredible
23. Diamonds and Rust
24. Hey John
25. Laughing, Happy, Happy, Joy As Glad, Decapitation
26. Don't Do Anything Foolish
27. We Are The Sock
28. MDC Hang Out In Gay Bars
29. E-Brake
30. Listen Lady
31. Leisuresuit
32. Papa Benjamen
33. 1
34. 2 & 1
35. 2
36. DFP
37. IHO
38. BDFP
39. Taint
40. Vitalogy
41. Tom Brown
42. Loud Bell
43. Bubble Butt
44. Danny Spitz Will Fuck Anything
45. Jogging With Fall
46. Tony Two
47. The Camel Boy
48. July 1st
49. Fluoride and the Captivity Creeps
50. The Poisonous Midget
51. Boln
52. Lardas Hogan
53. Emow
54. DSL
55. Mely Cow
56. Bushwackateys
57. Cowfucking Renee
58. Rooster Fucker
59. Neck to Neck
60. The Drunk Guy
61. Happy Tooth Paste Bug
62. Food-Dog-Golf!!!